# Đa Nhĩ Cổn
Đa Nhĩ Cổn (Phồn thể: 多爾袞; giản thể: 多尔衮; tiếng Mãn: ᡩᠣᡵᡤᠣᠨ, Möllendorff: Dorgon, Abkai: Dorgon; 17 tháng 11 năm 1610– 31 tháng 12 năm 1650), Ái Tân Giác La, còn gọi Duệ Trung Thân vương (睿忠親王), là một chính trị gia, Hoàng tử và là một Nhiếp chính vương có ảnh hưởng lớn trong thời kì đầu nhà Thanh.
Từ khi Đại Thanh nhập quan, ông giữ ngôi vị Đại Thanh Hoàng phụ Nhiếp Chính vương (大清皇父摄政王), toàn quyền nhiếp chính triều chính dưới thời Thanh Thế Tổ Thuận Trị Hoàng đế, có được vinh hạnh miễn quỳ lạy khi diện kiến. Bằng tài năng vượt trội của mình, ông đã giúp quân Thanh thuận lợi vào Sơn Hải quan tấn công quân Lý Tự Thành và đánh dẹp các thế lực nhà Nam Minh, đặt nền móng vững chắc cho triều đại nhà Thanh thống nhất Trung Hoa. Vì ảnh hưởng quá lớn, sau khi chết ông thậm chí được truy tặng thụy hiệu Nghĩa Hoàng đế (義皇帝), khiến Thuận Trị Đế phải lạy 3 lạy trước mộ phần.
Đa Nhĩ Cổn là 1 trong 2 vị Nhiếp Chính vương trong suốt lịch sử của triều Thanh, người kia là Tái Phong, thân phụ của Tuyên Thống Đế Phổ Nghi.

## Thân thế
Đa Nhĩ Cổn sinh giờ Dần, ngày 25 tháng 10 (âm lịch) năm Vạn Lịch thứ 40 (1612), tại Hách Đồ A Lạp, Mãn Châu (nay là Tân Tân, tỉnh Liêu Ninh). Ông là con trai thứ 14 của thủ lĩnh người Nữ Chân Nỗ Nhĩ Cáp Xích, và là con thứ hai của ông với A Ba Hợi, Ô Lạp Na Lạp thị, con gái Bối lặc Mãn Thái, một trong những sủng thiếp của Nỗ Nhĩ Cáp Xích. Ông có hai người anh em ruột là A Tế Cách (anh trai, thứ 12) và Đa Đạc (em trai, thứ 15). Hoàng Thái Cực, người mà sau này trở thành Hoàng đế, là anh trai thứ 8 và là người anh cùng cha khác mẹ của Đa Nhĩ Cổn. Như những người anh em của mình, Đa Nhĩ Cổn bắt đầu dùng họ Ái Tân Giác La vào khoảng năm 1616, khi cha ông lên ngôi Đại Hãn Hậu Kim. Mẹ ông tuy khởi đầu chỉ là một Trắc Phúc tấn, nhưng lại rất được Nỗ Nhĩ Cáp Xích sủng ái. Cả ba anh em Đa Nhĩ Cổn đều có được sự ưu ái đặc biệt của Đại Hãn.
Năm Thiên Mệnh thứ 5 (1620), tháng 9, Nỗ Nhĩ Cáp Xích phế truất vị trí Trữ quân của Đại Bối lặc Đại Thiện, thay vào đó ông ra phong A Mẫn, Mãng Cổ Nhĩ Thái, Hoàng Thái Cực, Đức Cách Loại, Nhạc Thác, Tế Nhĩ Cáp Lãng, A Tế Cách, Đa Đạc và Đa Nhĩ Cổn làm Hòa Thạc Ngạch chân (和硕额真), cùng nhau thảo luận quốc chính. Cùng sự kiện ấy, Kế phi Cổn Đại bị tố cáo quan hệ ái muội với Đại Thiện mà bị hưu bỏ, Trắc phi A Ba Hợi vào khoảng thời gian này được lập làm Chính phi, sử thường gọi Thanh Thái Tổ Đại phi. Trong khi đó, Đại Thiện bị dèm pha tư thông mẹ kế, lại còn nghe lời vợ thứ mà ngược đãi con trai Thạc Thác, cũng liền trở thành đề tài công kích của phe chống đối, khiến địa vị của ông ta trong lòng Nỗ Nhĩ Cáp Xích càng thấp.
Vào thời điểm này, Đa Nhĩ Cổn chỉ mới 8 tuổi, nhưng nắm được 15 Tá lĩnh (mỗi Tá lĩnh có 300 hộ). Trong chư vị Thai cát khi ấy, Đa Nhĩ Cổn thuộc diện nắm thực lực nhiều nhất. Tuy nhiên vì chưa thành niên, lại không phải con trai út, những chuyển biến chính trị thời Thiên Mệnh đều không có bóng dáng Đa Nhĩ Cổn. Như năm đầu Thiên Mệnh, A Tế Cách cùng Đa Đạc có thể diện kiến Nỗ Nhĩ Cáp Xích dâng lễ mừng, thì Đa Nhĩ Cổn lại không tham dự. Cũng trong khoảng thời gian trước khi Nỗ Nhĩ Cáp Xích qua đời, Đa Nhĩ Cổn được phong Bối lặc, nhưng thời điểm cụ thể không rõ ràng.

## Thời kỳ Hoàng Thái Cực

### Hậu Kim đại tướng
Năm Thiên Mệnh thứ 11 (1626), Nỗ Nhĩ Cáp Xích chết nhưng chưa kịp chỉ định người kế vị. Ông ta chỉ mới kịp giao cho người vợ A Ba Hợi sủng ái của mình quyền lãnh đạo 3 kỳ trực tiếp lãnh đạo để chia cho 3 người con của bà, lần lượt là A Tế Cách cùng Đa Nhĩ Cổn ở Chính Hoàng kỳ, một phần Tương Hoàng kỳ cho Đa Đạc. Bằng những thủ đoạn chính trị, vị Hoàng tử thứ 8 Hoàng Thái Cực đã tranh thủ được sự ủng hộ của các thủ lĩnh bộ lạc lên ngôi Đại hãn. Tương truyền, ngay sau khi lên ngôi, Hoàng Thái Cực đã hợp cùng với các vị Đại Bối lặc lớn tuổi, bức Đại phi A Ba Hợi phải tự sát với lý do theo di chúc của cha, muốn tuẫn táng cùng bà. Các anh em Đa Nhĩ Cổn lúc này còn quá nhỏ, bất lực trước tình hình, xem như mất hẳn quyền kế vị. Tuy nhiên, ông xác định tạm nén mình ẩn nhẫn, dùng chiến công để xây dựng lại thế lực, chờ thời cơ để đoạt lại ngôi vị Đại hãn. Chính thái độ ẩn nhẫn của Đa Nhĩ Cổn đã giúp ông thoát khỏi hàng loạt vụ thanh trừng của anh mình.
Năm Thiên Thông thứ 2 (1628), khoảng 2 năm sau khi cha mẹ đều chết, Đa Nhĩ Cổn tùy giá Hoàng Thái Cực tiến công bộ tộc Sát Cáp Nhĩ của Mông Cổ. Trong trận này, Đa Nhĩ Cổn lập đại công, phá cường địch ở Ngao Mục Lăng (敖穆楞), được Hoàng Thái Cực ban mỹ hiệu Mặc Nhĩ Căn Đại Thanh (墨爾根代青, tiếng Mãn: ᠮᡝᡵᡤᡝᠨ
ᠳᠠᠢᠼᠢᠨ, Möllendorff: mergen daičin, nghĩa là "thông minh cơ trí", "tháo vát").
Năm thứ 3 (1629), Đa Nhĩ Cổn lại cùng Hoàng Thái Cực đột nhập Long Tỉnh quan của nhà Minh, cùng Bối lặc Mãng Cổ Nhĩ Thái đánh hạ thành Hán Nhi Trang (汉儿庄), tiến quân đến Thông Châu, áp sát Bắc Kinh. Bên cạnh đó, Đa Nhĩ Cổn còn đánh bại Viên Sùng Hoán và Tổ Đại Thọ ở Quảng Cừ môn, tiêu diệt quân Minh tiếp viện từ Sơn Hải quan ở Kế Châu.
Năm thứ 5 (1631), tháng 7, Hoàng Thái Cực theo triều Minh thiết lập Lục bộ, Đa Nhĩ Cổn được mệnh chưởng quản công việc bộ Lại. Cũng trong năm đó, Đa Nhĩ Cổn tham gia Trận Đại Lăng Hà, dẫn đến toàn thắng của quân Hậu Kim. Truyền thuyết kể lại, Đa Nhĩ Cổn tự mình đấu tranh anh dũng, Tổ Đại Thọ tính toán cho dâng Cẩm Châu hòa hoãn, nhưng Đa Nhĩ Cổn cùng A Ba Thái giả vờ thua, dụ quân Minh xuất thành tiêu diệt, từ đó đánh tan tác quân Minh. Liền sang năm sau (1632), Đa Nhĩ Cổn tòng chinh, tiếp tục tiến đánh Sát Cáp Nhĩ.
Năm thứ 6 (1633), Hoàng Thái Cực trưng cầu ý kiến của các đại thần về việc đánh Minh triều, Triều Tiên, Sát Cáp Nhĩ, nên đánh địa phương nào trước. Đa Nhĩ Cổn đã kiến nghị đánh Minh trước, và ý kiến đó của Đa Nhĩ Cổn nhanh chóng được anh trai đồng ý. Nhưng khi ấy, trong chư bộ Mông Cổ thần phục Hậu Kim, duy có Sát Cáp Nhĩ của Lâm Đan hãn vẫn thường chống đối. Để thực sự lấy được Minh triều, nay nghe Lâm Đan hãn qua đời, Hoàng Thái Cực quyết tâm tiêu diệt Sát Cáp Nhĩ. Thế là năm Thiên Thông thứ 9 (1635), Đa Nhĩ Cổn suất tinh binh vạn người, chiêu an bộ thuộc Sát Cáp Nhĩ. Lần này tiến quân, tiến triển thuận lợi, trước sau chiêu hàng được Na Mộc Chung - Phúc tấn góa phụ của Lâm Đan hãn. Khi xưa, Lâm Đan hãn từng có được Ngọc tỷ truyền quốc từ nhà Nguyên, trên có khắc 4 chữ ["Chế cáo chi bảo"; 制诰之宝]. Đa Nhĩ Cổn đem ngọc tỷ về dâng cho Hoàng Thái Cực, quần thần liền xin Hoàng Thái Cực theo các Đại hãn triều Nguyên tiến hành quân lâm thiên hạ, đăng cơ trở thành Hoàng đế.

### Đại Thanh Thân vương

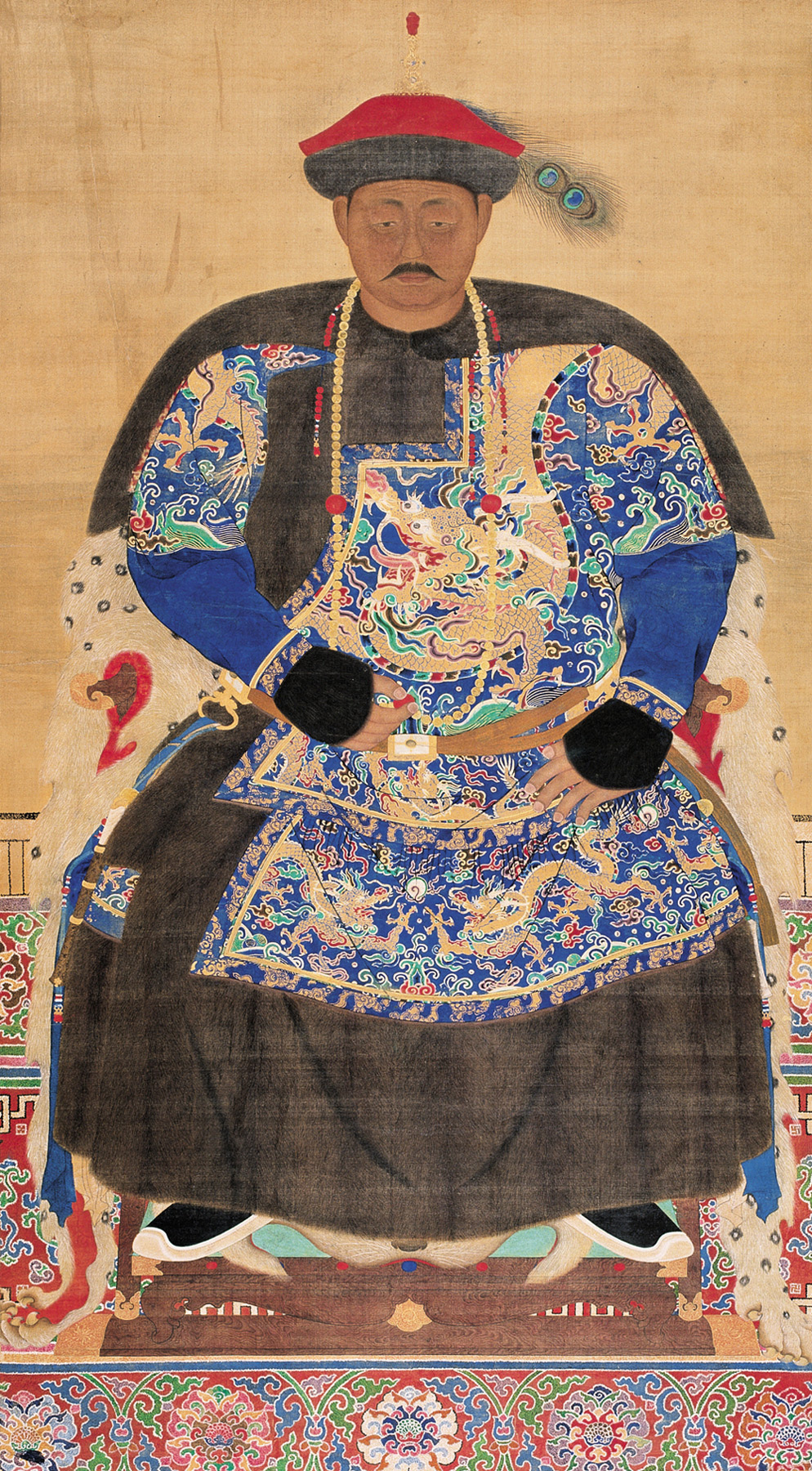
Chân dung không rõ danh tính, được cho là Đa Nhĩ Cổn.

Năm Thiên Thông thứ 10 (1636), tháng giêng, Đa Nhĩ Cổn suất chư Bối lặc vào, thỉnh Hoàng Thái Cực xưng Đế. Năm ấy, Hoàng Thái Cực xưng Đế ở Thịnh Kinh, đổi quốc hiệu thành Đại Thanh, sửa niên hiệu thành Sùng Đức.
Luận công hành phong, Đa Nhĩ Cổn xứng vào hàng thứ nhất. Tuy vậy, nhằm đề phòng ảnh hưởng của anh em Đa Nhĩ Cổn, Hoàng Thái Cực thu lại quyền lãnh đạo 2 Hoàng kỳ vốn rất trung thành với Nỗ Nhĩ Cáp Xích đang thuộc quyền lãnh đạo của anh em Đa Nhĩ Cổn, với lý do đây là những Kỳ thuộc quyền Hoàng đế. Để xoa dịu, ông ta đổi lại 2 Bạch kỳ vốn trung thành với mình và phong cho Đa Nhĩ Cổn làm Hòa Thạc Duệ Thân vương (和碩睿親王), là hàng thứ 3 trong Lục vương. Năm ấy, Đa Nhĩ Cổn 24 tuổi. Phong hiệu "Duệ" này, có Mãn văn là 「mergen」, ý là "Thông tuệ", "Hiền triết". Nhận thấy thời cơ vẫn chưa chín muồi, Đa Nhĩ Cổn đành nuốt hận. Ông nhẫn nhịn theo phò Hoàng đế tiến hành Nam chinh Bắc chiến, thu phục Triều Tiên, chinh phạt Mông Cổ, nhiều lần đem quân đánh nhà Minh. Sau đó, A Tế Cách vì một số tội nhỏ mà bị đoạt binh quyền ở Tương Bạch kỳ, kỳ quyền cũng bị giảm đi đáng kể, Đa Nhĩ Cổn một mình làm đại Kỳ chủ của Tương Bạch kỳ.
Năm Sùng Đức thứ 2 (1637), tháng giêng, Hoàng Thái Cực lệnh Đa Nhĩ Cổn công đánh đảo Giang Hoa, bắt giam Triều Tiên quốc vương là Triều Tiên Nhân Tổ cùng người nhà. Cùng năm tháng 4, Đa Nhĩ Cổn áp giải Chiêu Hiến Thế tử Lý Uông cùng vợ, Phụng Lâm đại quân Lý Hạo cùng vợ, và 182 tùy tùng quan viên, người nhà, đều đến Thịnh Kinh.
Năm thứ 3 (1638), Hoàng Thái Cực thảo phạt Khách Nhĩ Khách, Đa Nhĩ Cổn được mệnh bảo vệ Thịnh Kinh. Trong thời gian đó, Đa Nhĩ Cổn tu sửa thành Liêu Đông, lại xây dựng đại đạo từ Thịnh Kinh đến Liêu Hà. Ngày 23 tháng 8 cùng năm, Hoàng Thái Cực mệnh Duệ Thân vương Đa Nhĩ Cổn làm ["Phụng mệnh Đại tướng quân"], Nam chinh Minh triều, lần này Nam chinh vây hãm 36 tòa thành, chiêu hàng 6 tòa thành, thắng 17 trận và thu được người-vật đến 260.000. Khoảng năm thứ 6 đến thứ 7 (1641 - 1642), xảy ra Trận Tùng Cẩm (松锦之战), hai bên Minh-Thanh hội quân đại chiến. Thanh quân khởi điểm lấy Đa Nhĩ Cổn, Tế Nhĩ Cáp Lãng dẫn quân cầm đầu, sau Hoàng Thái Cực tự mình dẫn quân chi viện. Quân Minh gần 2 năm cầm cự phải vỡ trận, Hồng Thừa Trù cùng Tổ Đại Thọ phải dâng thành đầu hàng. Từ trận chiến này, Thanh triều đã có đà về sau chinh phạt Đại Minh.
Sau khi lập liên tiếp quân công, Đa Nhĩ Cổn cũng chú ý gầy dựng thế lực của mình. Do được giao quản lý bộ Lại, Đa Nhĩ Cổn tiến cử nhiều tâm phúc, như Hi Phúc (希福), Phạm Văn Trình, Bào Thừa Tiên (鲍承先). Căn cứ Đa Nhĩ Cổn kiến nghị, Hoàng Thái Cực lại đối với chính thể lần nữa làm một đại cải cách, áp dụng Bát nha quan chế. Ngoài ra, văn thần võ tướng, tập tước giáng tước, hay việc chư bộ Mông Cổ thay dòng đổi duệ, tất cả đều rơi vào tay Đa Nhĩ Cổn xử lý. Thời điểm Hoàng Thái Cực vừa qua đời, hai Bạch kỳ do anh em ông lãnh đạo đã mở rộng dần từ 50 Tá lĩnh (tức khoảng 15.000 người) lên đến 65 Tá lĩnh (khoảng 19.500 người), chiếm hơn 31% quân số của Bát kỳ.

## Thời kỳ Thuận Trị

### Phò tá Ấu Đế
Năm Sùng Đức thứ 8 (1643), ngày 9 tháng 8 (tức ngày 21 tháng 9 dương lịch), Hoàng Thái Cực đột ngột qua đời ở Thịnh Kinh. Sinh thời, ông ta chưa chỉ định ai làm Trữ quân, và điều này gây nên tranh đấu Hoàng vị trong hoàng thất Đại Thanh.
Ngày 14 tháng 8 (âm lịch) cùng năm, Lễ Thân vương Đại Thiện, Trịnh Thân vương Tế Nhĩ Cáp Lãng, Dự Thân vương Đa Đạc cùng Duệ Thân vương Đa Nhĩ Cổn đến Sùng Chính điện, tiến hành thảo luận xem ai sẽ kế vị. Cuối cùng mâu thuẫn tập trung ở hai phe, Đa Nhĩ Cổn và Túc Thân vương Hào Cách - con trưởng của Hoàng Thái Cực. Vào thời điểm đó, Lễ Thân vương Đại Thiện tuy vẫn còn sống, song thế lực hai Hồng kỳ của ông đã sớm suy yếu. Ông ta tuổi tác cao, sớm đã không hỏi triều chính, bên cạnh đó hai đứa con trai có tài là Nhạc Thác cùng Tát Cáp Lân đều qua đời, còn lại Thạc Thác không được Đại Thiện yêu, còn út Mãn Đạt Hải tuy có chớm nở tài hoa nhưng thế lực quá yếu. Về tư cách lẫn vấn đề người kế vị, Đại Thiện không được số đông ủng hộ.
Trong khi đó với thế lực lớn, uy vọng cao, lại có sự ủng hộ của hai Bạch kỳ mà mình làm chủ, Đa Nhĩ Cổn trở thành một ứng viên lớn cho ngôi vị Hoàng đế. Bên cạnh đó, Hào Cách tuy là người thiếu quyết đoán lại nóng nảy, thế lực chỉ gồm 61 Tá lĩnh, nhưng lại có được sự ủng hộ của hai vị Đại Bối lặc khác là Đại Thiện và Tế Nhĩ Cáp Lãng. Lực lượng của 3 người hợp lại có khoảng 145 Tá lĩnh, gồm 43.500 người. Cộng thêm ảnh hưởng do công lao của Hoàng Thái Cực quá lớn và bị phản đối bởi các đại thần của hai Hoàng kỳ lúc bấy giờ là Sách Ni, Đồ Nhĩ Cách, Ngao Bái và Át Tất Long. Sở dĩ các đại thần của hai Hoàng kỳ duy trì ủng lập Hào Cách, là để triều Thanh sau đó có thứ tự cha truyền con nối, cũng duy trì được địa vị hai Hoàng kỳ trong Bát kỳ. Tuy vậy, trong Chính Hồng kỳ, Chính Lam kỳ cùng Chính Hoàng kỳ cũng có người ủng hộ Đa Nhĩ Cổn, khiến cho ông như hổ thêm cánh. Còn có một người cũng không thể không nói đến, là Trịnh Thân vương Tế Nhĩ Cáp Lãng, kỳ chủ của Tương Lam kỳ.
Tuy Tế Nhĩ Cáp Lãng là dòng dõi Viễn chi Tông thất (cha là Thư Nhĩ Cáp Tề, em của Nỗ Nhĩ Cáp Xích), không có khả năng tranh Đế vị, song uy tín và thế lực của Tế Nhĩ Cáp Lãng, cộng thêm địa vị của Tương Lam kỳ cũng khiến ông ta có tiếng nói lớn, trường hợp Tế Nhĩ Cáp Lãng ngả về ai thì người đó sẽ có khả năng cao kế vị. Trước tình thế đó, Quận vương A Đạt Lễ, Bối tử Thạc Thác khuyên Đa Nhĩ Cổn tự lập làm Hoàng đế. Tuy có thế lực lớn, nhưng Đa Nhĩ Cổn không có quyền kế vị vì hai Hoàng kỳ đại thần cực liệt phản đối. Để duy trì và chùn bước, Đa Nhĩ Cổn đành chấp nhận giải pháp thỏa hiệp là phò lập con thứ 9 của Hoàng Thái Cực mới 6 tuổi là Phúc Lâm lên ngôi Hoàng đế, lấy niên hiệu là Thuận Trị. Duệ Thân vương Đa Nhĩ Cổn và Trịnh Thân vương Tế Nhĩ Cáp Lãng đồng phụ chính.
Trên thực tế, dù là "Đồng phụ chính", nhưng Trịnh Thân vương Tế Nhĩ Cáp Lãng dù là một tướng lĩnh quân sự tài giỏi nhưng lại không quan tâm nhiều đến chính trị, ông có xu hướng thỏa hiệp và ôn hòa hơn là nắm triều chính, do đó Đa Nhĩ Cổn ngày càng độc quyền, khi viết chiếu thư cũng để tên Đa Nhĩ Cổn lên trước. Để bảo tồn thể diện cũng như chừa đường lui, Đa Nhĩ Cổn lập tức giết hai người khuyên mình tự lập, là A Đạt Lễ và Thạc Thác. Bên cạnh đó, Đa Nhĩ Cổn cũng theo đà trừ bỏ phe phái của Hào Cách, làm rộng đường thực hiện quyền cai trị của mình thông qua vị Hoàng đế nhỏ tuổi.

### Chinh phạt Trung Nguyên
Năm Thuận Trị nguyên niên (1644), Tổng binh Sơn Hải quan là Ngô Tam Quế đề nghị quân Thanh liên minh nhằm đánh lại quân Lý Tự Thành, người thông qua khởi nghĩa nông dân đánh bại nhà Minh. Nhận thấy đây là một cơ hội ngàn vàng để thâm nhập Trung nguyên, Đa Nhĩ Cổn hồi đáp lại lời kêu gọi. Tháng 4, Thuận Trị Đế lâm ngự Đốc Cung điện, bái Đa Nhĩ Cổn làm Đại tướng quân, ban cho Đại tướng quân sắc ấn, Đa Nhĩ Cổn chỉ huy quân Thanh tiến vào quan ải, hợp binh với Ngô Tam Quế đánh bại Lý Tự Thành.
Lý Tự Thành lúc này mới biết tình thế nghiêm trọng, tự mình dẫn quân đến Sơn Hải quan đánh Ngô Tam Quế. Khi đó, Ngô Tam Quế đã phái ra sứ giả đến gặp Đa Nhĩ Cổn cầu viện, nhưng nội dung bức thư là mượn quân đánh lại, chứ tuyệt nhiên không đả động việc hàng quân Thanh. Trước tình thế đó, Đa Nhĩ Cổn ngoài mặt đồng ý triệu tập đại thần mưu sĩ thương nghị, một mặt phái sứ giả về Thịnh Kinh điều binh chủ lực. Bên cạnh đó, Đa Nhĩ Cổn lại một phương diện cố ý trì hoãn tốc độ tiến quân, bức bách Ngô Tam Quế phải thỏa hiệp điều kiện chiêu hàng. Bởi vì chuyện quá khẩn cấp, Ngô Tam Quế chỉ phải đáp ứng yêu cầu của Đa Nhĩ Cổn.
Ngày 21 tháng 4 năm ấy, Lý-Ngô xảy ra Đại chiến Sơn Hải quan (山海关大战). Đa Nhĩ Cổn trước tình thế đó không vội vàng, để cho quân Ngô gần như vỡ trận, liên tục phái sứ giả hỏi xin quân Thanh viện trợ, thì ông mới phát binh tiến vào Sơn Hải quan. Khi tiến vào chiến trận, Đa Nhĩ Cổn yêu cầu quân Ngô phải đánh với quân Lý, để hai bên suy yếu, mới bắt đầu đồng ý cho quân Bát kỳ tràn vào truy sát. Như vậy, quân Lý tan tác chạy về Bắc Kinh, quân Ngô chỉ còn thoi thóp quy hàng quân Thanh vô điều kiện, Đa Nhĩ Cổn không hề tốn công sức gì, lợi dụng nội loạn ở Trung nguyên khiến Đại Thanh có lợi lớn nhất trong cục diện. Tháng 5 năm ấy, quân Thanh tiến vào Bắc Kinh.
Sau khi chiếm được thành Bắc Kinh, Đa Nhĩ Cổn nghiêm cấm đánh cướp, đình chỉ cạo đầu, bên cạnh đó còn cho phát tang Sùng Trinh Đế, do đó thu được hảo cảm từ sĩ phu người Hán. Tháng 6 năm ấy, Đa Nhĩ Cổn nhanh chóng thương nghị các Vương, Đại thần, đề nghị dời đô từ Thịnh Kinh đến Bắc Kinh. Sự kiện Thanh triều dời đô đến Bắc Kinh đã đánh dấu tính hợp pháp của triều đình này với người Hán, tiến gần đến quá trình thống nhất Trung Nguyên, hùng bá Cửu Châu.
Ngày 20 tháng 8 năm ấy, bắt đầu tiến hành quá trình dời đô, đến tháng 9 là đến Bắc Kinh. Ngay khi đến Tử Cấm Thành, Thuận Trị Đế tôn Đa Nhĩ Cổn làm Hoàng thúc phụ Nhiếp Chính vương (皇叔父攝政王), ban thưởng mặc Mãng Triều y bằng lông chồn, lại lệnh cho Lễ bộ vì Đa Nhĩ Cổn mà chế sách bảo, ngoài ra còn đặc ban một mũ lông chồn màu đen có 13 viên Đông châu. Khi làm lễ đăng quan ở Hoàng Cực môn (皇極門), Thuận Trị Đế cho soạn bia ghi công tích của Đa Nhĩ Cổn tuyên cáo thiên hạ, sách ban tước hiệu ["Nhiếp Chính vương"], từ đó địa vị của Đa Nhĩ Cổn áp đảo chư Vương trong triều Thanh, hơn xa người đồng phụ chính là Tế Nhĩ Cáp Lãng, người được ban tôn hiệu ["Phụ Chính vương"].
Bên cạnh đó, với lý do thiên hạ còn chưa yên, Đa Nhĩ Cổn sai các tướng nhà Minh tiếp tục đi đánh dẹp các thế lực nhà Nam Minh và quân khởi nghĩa chống Thanh dưới sự kiểm soát của ông, điều này cho thấy Đa Nhĩ Cổn rất khôn khéo trong việc "dùng Hán trị Hán", không tốn công của người Bát kỳ mà vẫn nắm được thiên hạ một cách gắt gao nhất. Giao ước liên minh thực chất bị xóa bỏ, không lâu sau, khi các thế lực chống Thanh bị dẹp yên về cơ bản, ông phong các tướng lĩnh nhà Minh đầu hàng chức quan của nhà Thanh, buộc cạo nửa đầu thắt bím, hợp thức hóa quyền thống trị của nhà Thanh trên toàn cõi Trung Hoa. Cũng với biện pháp này, ông buộc tất cả mọi người dân Hán dưới quyền kiểm soát của nhà Thanh đều phải cạo đầu thắt bím, tuần tự đồng hóa với người Mãn. Những nơi chống đối, ông cho thực hiện những biện pháp tàn sát để buộc người dân phải quy phục. Uy quyền của Đa Nhĩ Cổn trở nên tột đỉnh, khi ông chỉ cần lợi dụng một thế cờ mà dễ dàng lấy được cả giang sơn Trung Hoa về cho nhà Thanh.

### Hoàng phụ của Đại Thanh

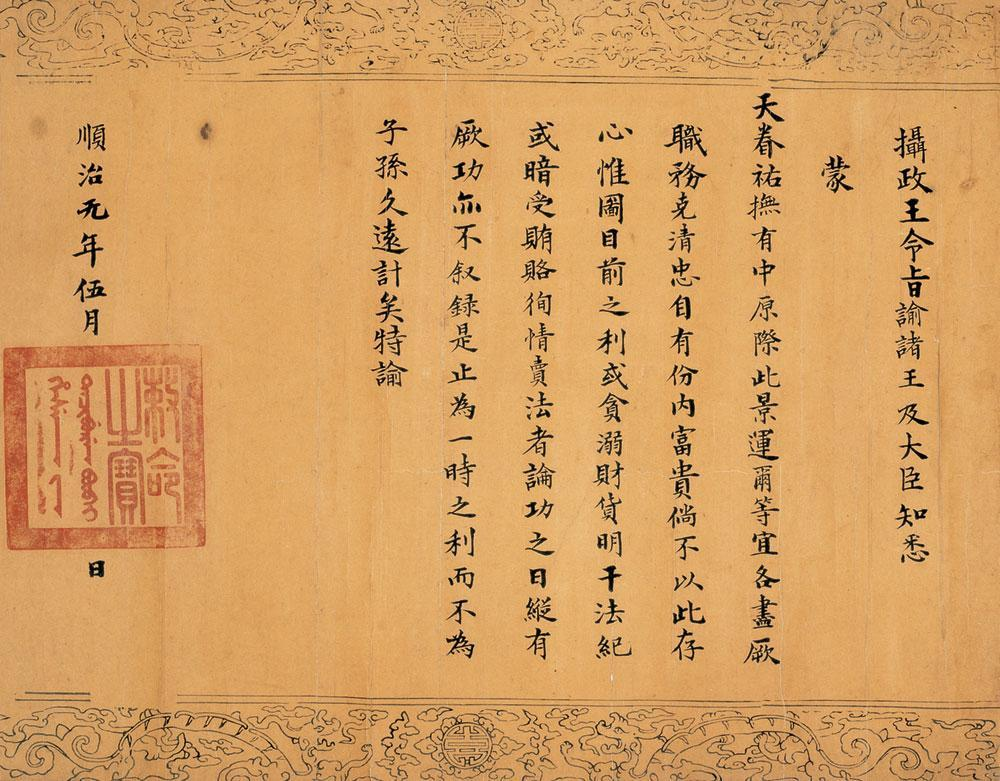
Một "Lệnh chỉ" do Đa Nhĩ Cổn ban ra trong thời kỳ đỉnh cao quyền lực.

Từ khi trở thành Hoàng thúc phụ Nhiếp Chính vương, Đa Nhĩ Cổn nhận được các ân điển vượt mức Thân vương thông thường. Bên cạnh ["Nghi trượng"; 儀仗] tùy giá có người dẫn đường cùng một số lượng lớn quan viên riêng, còn hễ khi Nhiếp Chính vương đi săn, xuất sư nghênh chiến, Vương công quý tộc đều quy phục chờ chỉ, lại còn "Liệt ban quỳ đưa". Nếu hồi Vương phủ, tất cả đều phải đưa đến tận phủ môn. Mỗi phùng Tết Nguyên Đán, hay các dịp có lễ Triều hạ long trọng trong cung, các vương công đại thần sau khi triều bái Thuận Trị Đế, thì đều đến triều bái Đa Nhĩ Cổn. Khi đến triều, Đa Nhĩ Cổn có thể ngồi kiệu vào trong Ngọ Môn rồi mới xuống, trong khi các vị Vương công Bối lặc khác theo thông lệ đều phải dừng ngoài Ngọ Môn.
Năm Thuận Trị thứ 3 (1646), tháng 5, Đa Nhĩ Cổn cho rằng Thuận Trị Đế giữ Tỉ thụ trong cung, mỗi khi mình cần việc quân gấp lại phải vào cung hỏi đến Tỉ thụ rất là không tiện, do đó thu Hoàng đế tỉ thụ vào phủ của mình. Từ đấy, các chủng loại, nghi thức của Đa Nhĩ Cổn đều y hệt Hoàng đế, đều là 20 loại, chỉ khác một chút ở số lượng, trong khi đó nghi thức của Phụ chính vương Tế Nhĩ Cáp Lãng chỉ 15 loại, cũng chứng minh khoảng cách của Đa Nhĩ Cổn đã trên Tế Nhĩ Cáp Lãng nhiều và rất gần với Hoàng đế.
Từ năm thứ 4 (1647), quan viên trong thư tấu phải xưng đầy đủ [Hoàng thúc phụ Nhiếp Chính vương], nếu còn xưng "Cửu vương gia" hoặc lược đi ngắn gọn thì đều bị khiển trách. Bên cạnh đó, Đa Nhĩ Cổn cũng từ năm này vào triều hạ đã không còn hành lễ quỳ bái với Thuận Trị Đế nữa. Với thế lực lớn mạnh này của mình, ông từng bước thâu tóm độc quyền, nhân đó hạch tội Tế Nhĩ Cáp Lãng từng ủng hộ Túc Thân vương Hào Cách, lệnh đình chỉ phụ chính.
Năm thứ 5 (1648), ông được gia phong trở thành Hoàng phụ Nhiếp Chính vương (皇父攝政王). Từ đây, nghi lễ, cận vệ mà Đa Nhĩ Cổn sử dụng, tất cả đều lấy quy chuẩn của Hoàng đế. Vì danh xưng ["Hoàng phụ"] này, người đời tương truyền ông đã cưới Hiếu Trang Văn Hoàng Hậu - sinh mẫu của Thuận Trị Đế và khi ấy đang là Hoàng thái hậu. Thuyết pháp này xuất phát từ nhà thơ thời Thanh sơ là Trương Hoàng Ngôn (张煌言) khi ông ta đề cập trong 10 đầu thơ "Kiến di cung từ" (建夷宫词), trong đó có 1 bài nói: ["Thượng thọ thương vi hợp nhi tôn, Từ Ninh cung lí lạn doanh môn. Xuân cung tạc nhật tân nghi chú, thái lễ cung phùng Thái hậu hôn"] (Nguyên văn: 上寿觞为合而尊，慈宁宫里烂盈门。春宫昨日新仪注，太礼恭逢太后婚). Tuy nhiên giả thuyết này vẫn còn được tranh cãi, trở thành một trong 4 bí ẩn lớn của nhà Thanh.
Năm thứ 7 (1650), tháng 8, Đa Nhĩ Cổn truy tôn người mẹ đẻ Đại phi Na Lạp thị làm Hiếu Liệt Vũ Hoàng hậu, phối hưởng cùng Nỗ Nhĩ Cáp Xích ở Thái Miếu.

## Qua đời
Năm thứ Thuận Trị thứ 7 (1650), ngày 9 tháng 12 (âm lịch), giờ Tuất, Đa Nhĩ Cổn đột ngột qua đời trong một chuyến đi săn tại Khách Lạt thành (nay là Thừa Đức, tỉnh Hà Bắc), khi 39 tuổi. Thuận Trị Đế nghe tin, đích thân mặc phục tang, đứng ngoài Đông Trực môn (東直門) khoảng 5 dặm mà nghênh đón di thể Đa Nhĩ Cổn về.
Với địa vị và quyền lực của mình, Đa Nhĩ Cổn được quần thần đế nghị Thuận Trị Đế tôn phong thụy hiệu lẫn miếu hiệu như một Hoàng đế dù không phải là tổ tiên trực hệ của nhà vua hay trưởng bối ở hàng thừa kế cao hơn, và điều này chỉ xảy ra duy nhất một lần ở nhà Thanh. Miếu hiệu của ông là Thành Tông (成宗), còn thụy hiệu của ông là Mậu Đức Tu Viễn Quảng Nghiệp Định Công An Dân Lập Chính Thành Kính Nghĩa Hoàng đế (懋德修遠廣業定功安民立政誠敬義皇帝). Ngay cả Thuận Trị Đế đã phải lạy ba lần trước mộ phần của Đa Nhĩ Cổn. Đa Nhĩ Cổn 15 tuổi chứng kiến mẹ ruột bị bức tử, bị tước mất quyền kế vị Đại Hãn. Cả đời ông luôn nhẫn nhịn để tìm cách đoạt lại ngôi vị Hoàng đế nhưng chưa thực hiện được thì đã qua đời. Dù vậy, khi trở thành Nhiếp chính vương và chiếm được Bắc Kinh, ông đã tự cho phép mình sử dụng những nghi vệ long trọng, vốn chỉ danh cho Hoàng đế. Tất cả những điều này làm cho vị vua trẻ Thuận Trị Đế hết sức không hài lòng. Vì vậy, chỉ 1 năm sau khi ông qua đời (1651), những thế lực chống lại Đa Nhĩ Cổn, đứng đầu là cựu đồng phụ chính vương, Trịnh Thân vương Tế Nhĩ Cáp Lãng, vốn bị Đa Nhĩ Cổn tước quyền Phụ chính, đã liên hệ các Vương, đại thần chống đối Đa Nhĩ Cổn để từng bước hạch tội ông. Đầu tiên, là xét A Tế Cách tội trạng, sau đó khôi phục địa vị của các đại thần thuộc hai Hoàng kỳ, những người chống đối Đa Nhĩ Cổn.
Sau đó, Tế Nhĩ Cáp Lãng liên kết cùng 3 vị Thân vương khác, là Tốn Thân vương Mãn Đạt Hải, Đoan Trọng Thân vương Bác Lạc (博洛) và Kính Cẩn Thân vương Ni Kham cùng tiến cung, đồng thời trình cho Thuận Trị Đế một danh sách dài các tội của Đa Nhĩ Cổn, bao gồm 14 điều, là: bí mật may Hoàng bào (tuyệt đối chỉ dùng cho Hoàng đế); bày mưu cướp ngai vàng; tự phong làm Hoàng phụ; hãm hại và chiếm đoạt thê thiếp của Hào Cách... Sau khi suy tính, tờ cáo trạng này được tung ra, chiếu cáo khắp thiên hạ, Đa Nhĩ Cổn từ vị trí tôn quý nhất đột nhiên rơi xuống vực thẳm.
Thượng sớ tâu hạch tội ghi đại lược:
| “ | 昔太宗文皇帝龍馭上賓，諸王大臣共矢忠誠，翊戴皇上。方在衝年，令臣濟爾哈朗與睿親王多爾袞同輔政。逮後多爾袞獨擅威權，不令濟爾哈朗預政，遂以母弟多鐸為輔政叔王。背誓肆行，妄自尊大，自稱皇父攝政王。凡批票本章，一以皇父攝政王行之。儀仗、音樂、侍從、府第，僭擬至尊。擅稱太宗文皇帝序不當立，以挾制皇上。構陷威逼，使肅親王不得其死，遂納其妃，且收其財產。更悖理入生母於太廟。僭妄不可枚舉。臣等從前畏威吞聲，今冒死奏聞，伏原重加處治。 . Ngày xưa khi Thái Tông Văn Hoàng đế long ngự thượng tân (ý nói qua đời), các Vương đại thần đều như thế trung thành, phù trợ Hoàng thượng. Khi ấy Hoàng thượng đăng cơ còn nhỏ, lệnh thần Tế Nhĩ Cáp Lãng và Duệ Thân vương Đa Nhĩ Cổn đồng thời phụ chính. Nhưng sau đó Đa Nhĩ Cổn tự mình độc quyền, cản trở Tế Nhĩ Cáp Lãng dự chính, lại lấy em trai cùng mẹ là Đa Đạc làm Phụ chính Thúc vương. Trái lời thề trung, vọng bá tự tôn, hắn còn tự xưng Hoàng phụ Nhiếp chính vương. Hễ khi phê phiếu duyệt chương, đều dùng cái danh Hoàng phụ Nhiếp chính vương mà làm. Nghi trượng, âm nhạc, thị tòng, phủ đệ, tất cả đều tiếm vượt bậc chí tôn. Còn nói Thái Tông Văn hoàng đế khi trước không đáng được lập, áp chế Hoàng thượng. Hắn còn cấu kết kẻ gian, hại Túc Thân vương bất đắc kỳ tử, nạp Phi làm thiếp, lấy tài sản làm của riêng, lại bỏ qua lý lẽ mà đưa sinh mẫu nhập Thái Miếu. Tội tiếm vọng to như thế đấy. Chúng thần trước kinh sợ gian uy, nay liều chết tấu lên tấu văn, khẩn cầu nghiêm gia xử trí. | ” |
| — Sớ tâu hạch tội Cố Nhiếp chính vương Đa Nhĩ Cổn của Tứ vương - Thanh sử cảo, Duệ Trung Thân vương Đa Nhĩ Cổn truyện | |   |

Nhiều người tin rằng Đa Nhĩ Cổn đã sắp đặt cuộc chiến giành quyền lực với Thuận Trị khi Hoàng đế đã sang tuổi trưởng thành, nên khi các thế lực chống Đa Nhĩ Cổn giành được quyền lực, Thuận Trị Đế đã tước mọi danh hiệu của Đa Nhĩ Cổn và còn đánh vào cả quan tài. Bản thân Đa Nhĩ Cổn không có hậu duệ, thừa tự là lấy Đa Nhĩ Bác - con trai thứ 5 của người em Đa Đạc mà kế thừa, sau khi Đa Nhĩ Cổn bị hạch tội thì Đa Nhĩ Bác bị cưỡng chế quy tông tịch.
Năm Càn Long thứ 30 (1765), Thanh Cao Tông đã quyết định truy phục Đa Nhĩ Cổn, xóa bỏ mọi tố cáo và phục nguyên tước Hòa Thạc Duệ Thân vương, việc này chính thức hiệu lực vào năm Càn Long thứ 43 (1778), và Đa Nhĩ Cổn được truy phục Hòa Thạc Duệ Thân vương, thụy là Trung (忠), phối hưởng thần vị vào Thái Miếu như một đại công thần của triều Thanh. Con cháu thừa tự khi trước của ông, hậu duệ Đa Nhĩ Bác, được mệnh thừa tước Duệ Thân vương, với người đầu tiên là Thuần Dĩnh. Hiện nay, mộ của ông được gọi là Cửu vương mộ (九王墳), nằm ở ngoài Đông Trực môn, Bắc Kinh. Mộ có diện tích 200.000 mét vuông, hướng Bắc-Nam, phía Nam có một cây cầu, có tường vây và Hưởng điện, đều theo quy chuẩn của một Thân vương. Từ năm 1954, mặt bằng của mộ phần đã bị san bằng.

## Gia quyến

### Thê thiếp
Đa Nhĩ Cổn khi còn sống cưới và nạp nhiều thê thiếp. Xã hội Nữ Chân thời Hậu Kim, thịnh hành chế độ "Một chồng, nhiều vợ, nhiều thiếp", nên những vị [Kế Phúc tấn] đều như cách gọi "Vợ kế" ở Việt Nam, đều là chính thất, nhưng không phải sau khi vợ cả mất mới gọi như vậy, mà gần như là một dạng Bình thê. Bên cạnh đó, Ý Tĩnh Đại Quý phi sau khi tái giá Hoàng Thái Cực, có nuôi dưỡng một nữ tử Mông Cổ [Thục Sài; 淑侪] (cũng có thể là con gái của Lâm Đan hãn) được hứa gả cho Đa Nhĩ Cổn. Hai người ở Sùng Đức năm thứ 5 (1640) thành hôn, nhưng sau đó Thục Sài không được ghi lại cụ thể nữa, không rõ đã bỏ hay mất sớm mà không lưu lại trên danh sách thê thiếp Đa Nhĩ Cổn.
| Danh phận      | Họ tên                                | Ghi chú |
| -------------- | ------------------------------------- | --- |
| Chính Phúc tấn | Bác Nhĩ Tế Cát Đặc thị (博爾濟吉特氏) | Xuất thân từ bộ tộc Mông Cổ Khoa Nhĩ Thấm, con gái của Cát Tang A Nhĩ Trại (吉桑阿爾寨), cháu gái Bối lặc Minh An. Năm Thiên Mênh thứ 9 (1624), thành hôn. Về sau không còn ghi chép gì. |
| Đích Phúc tấn  | Bác Nhĩ Tế Cát Đặc thị (博爾濟吉特氏) | Xuất thân Mông Cổ Khoa Nhĩ Thấm bộ, con gái Thai cát Sách Nạp Mục (索纳穆) cùng Khoa Nhĩ Thấm Đại phi. Có khả năng tên là Ba Đặc Mã (巴特玛). Bà vốn là em gái cùng mẹ với Hiếu Đoan Văn Hoàng hậu, và là cháu gái của Hiếu Trang Văn Hoàng hậu, nhưng dân gian thời Dân Quốc đồn bà là chị em họ với Hiếu Trang Văn Hoàng hậu. Cùng với Hiếu Trang Văn Hoàng hậu được gọi thành "Đại Ngọc Nhi", bà được gọi là Tiểu Ngọc Nhi (小玉儿). Năm Thiên Mệnh thứ 9 (1624), bà cùng Đa Nhĩ Cổn thành hôn, khi ấy Đa Nhĩ Cổn chỉ 13 tuổi, nên bà có lẽ tương đương. Bà mất trước Đa Nhĩ Cổn vài tháng, được Đa Nhĩ Cổn ban thụy là Kính Hiếu Trung Cung Chính Cung Nguyên phi (敬孝忠恭正宮元妃). Sau khi Đa Nhĩ Cổn được truy thụy Hoàng đế, bà được cải thụy hiệu thành Kính Hiếu Trung Cung Tĩnh Giản Từ Huệ Trợ Đức Tá Đạo Nghĩa Hoàng hậu (敬孝忠恭靜簡慈惠助德佐道義皇后). |
| Kế Phúc tấn    | Đông Giai thị (佟佳氏)                | Xuất thân Kiến Châu Nữ Chân, con gái Thượng thư Mông Cách Đồ (蒙格圖). |
| Kế Phúc tấn    | Bác Nhĩ Tế Cát Đặc thị (博爾濟吉特氏) | Xuất thân Mông Cổ Khoa Nhĩ Thấm bộ, con gái của Đài cát Căn Đỗ Nhĩ (根杜爾台吉) , kết hôn vào tháng hai năm Thiên Thông thứ sáu. |
| Kế Phúc tấn    | Bác Nhĩ Tế Cát Đặc thị (博爾濟吉特氏) | Xuất thân Mông Cổ Khoa Nhĩ Thấm bộ, con gái của Đài cát Lạp Bố Hi Tây (拉布希西台吉) , kết hôn vào tháng sáu năm Thiên Thông thứ bảy. |
| Kế Phúc tấn    | Bác Nhĩ Tế Cát Đặc thị (博爾濟吉特氏) | Xuất thân Mông Cổ Khoa Nhĩ Thấm bộ, con gái của Thai cát Sách Nạp Mục. Bà là tộc cô của Hiếu Trang Văn Hoàng hậu, và là em gái cùng cha với Kính Hiếu Nghĩa Hoàng hậu. Ban đầu, bà là là thê tử của Túc Thân vương Hào Cách, sau khi Hào Cách bị tội, bà bị nạp làm thê tử của Đa Nhĩ Cổn. |
| Kế Phúc tấn    | Lý Ái Thục (李愛淑)                   | Triều Tiên công chúa, bà vốn là con gái của Cẩm Lâm quân Lý Khải Dận (李愷胤) - cháu 4 đời của Triều Tiên Thành Tông. Năm 1650 Đa Nhĩ Cổn phái người sang Triều Tiên cầu hồn, bà được Triều Tiên Hiếu Tông phong làm Nghĩa Thuận Công chúa (義順公主). Sau khi Đa Nhĩ Cổn qua đời, nhà Thanh theo thỉnh cầu của Cẩm Lâm quân mà đưa bà về nước. |
| Trắc Phúc tấn  | Lý thị                                | Tông Thất nữ của Triều Tiên , con gái Lý Thế Tự (李世緒) , sinh hạ đứa con duy nhất của Đa Nhĩ Cổn. |
| Thiếp          | Bát Nhĩ Tề Cát Đặc thị (博爾濟吉特氏) | Con gái của Đài cát Nhĩ Trác Nông (爾卓農) , được nạp vào năm Thuận Trị thứ ba (1647). |
| Thiếp          | Công Tề Đặc thị (公齊特氏)            | Xuất thân từ bộ tộc Sát Cáp Nhĩ , con gái của Đài cát Diên Bố Đồ (延布图) |
| Thiếp          | Bác Nhĩ Tế Cát Đặc thị (博爾濟吉特氏) | Xuất thân Mông Cổ Khoa Nhĩ Thấm bộ. |
| Thiếp          | Tế Nhĩ Mạc Đặc thị (濟爾莫特氏)       | Con gái của Bang Võ Đồ (邦武圖), |
| Thiếp          | Không rõ họ                           | Tên Ngô Nhĩ Khố Ni (吳爾庫尼) , nguyên là thị tỳ , tuẫn táng. |

### Hậu duệ
1. Trưởng nữ: Đông Nga (東莪), do Trắc Phúc tấn Lý thị sinh ra, con gái thân sinh độc nhất.
2. Dưỡng tử: Đa Nhĩ Bác (多爾博), con trai thứ năm của Đa Đạc, mẹ là Kế Phúc tấn Đạt Triết - chị/em gái của Kính Hiếu Nghĩa Hoàng hậu. Năm 1650 tập tước Duệ Thân vương, 1 năm sau cách tước quy tông. Năm 1657 phong làm Đa La Bối lặc.

## Trong văn hoá đại chúng
| Năm  | Tác phẩm                                         | Diễn viên                                              |
| 1974 | Võ hiệp Đồng Tiểu Uyển (武侠董小宛)              | Giang Đảo                                              |
| 1975 | Nhất đại Hồng nhan (一代红颜)                    | Lang Hùng                                              |
| 1981 | Đại Minh                                         | Kim Vĩnh Cơ                                            |
| 1985 | Bích huyết kiếm (碧血剑)                         | Cam Quốc Vệ                                            |
| 1987 | Mãn Thanh tập tam hoàng triều (满清十三皇朝)     | La Nhạc Lâm                                            |
| 1988 | Truyền quốc Mật chiếu                            | Trương Lâm                                             |
| 1989 | Trang Phi dật sự (庄妃轶事)                      | Phiền Chí Khởi                                         |
| 1989 | Trần Viên Viên (陈圆圆)                          | Long Thiên Tường                                       |
| 1992 | Nhất đại Hoàng hậu Đại Ngọc Nhi (一代皇后大玉儿) | Tôn Bằng (thời thiếu niên) Nhĩ Đông Thăng (thành niên) |
| 1996 | Tân Long Môn khách sạn (新龙门客栈)              | Cơ Kỳ Lân                                              |
| 2000 | Bích huyết kiếm (碧血剑)                         | Lô Khánh Huy                                           |
| 2001 | Cách Cách muốn xuất giá (格格要出嫁)             | Khâu Chấn Hải                                          |
| 2002 | Hồn đoạn Tần Hoài (魂断秦淮)                     | Trần Đạo Minh                                          |
| 2003 | Đế nữ hoa (帝女花)                               | Vương Tuấn Đường                                       |
| 2003 | Hiếu Trang bí sử (孝庄秘史)                      | Mã Cảnh Đào                                            |
| 2003 | Giang sơn phong vũ tình (江山风雨情)             | Lý Chí                                                 |
| 2004 | Trường Hà Đông Lưu (长河东流)                    | Cao Lan Thôn                                           |
| 2005 | Minh mạt phong vân (明末风云)                    | Ngu Quân                                               |
| 2006 | Sóng gió Đại Thanh (大清风云)                    | Trương Phong Nghị                                      |
| 2006 | Thái Tổ bí sử (太祖秘史)                         | Ứng Hạo Minh                                           |
| 2007 | Bích huyết kiếm (碧血剑)                         | Ba Âm                                                  |
| 2011 | Cung thủ siêu phàm (最终兵器: 弓)                | Phác Cơ Hùng                                           |
| 2012 | Sơn hà luyến - Mỹ nhân vô lệ (山河恋 · 美人无泪) | Hàn Đống                                               |
| 2015 | Đại Ngọc Nhi truyền kỳ (大玉儿传奇)              | Cảnh Nhạc                                              |
| 2016 | Tô Mạt Nhi truyền kỳ (苏茉儿传奇)                | Nghiêm Khoan                                           |
| 2017 | Độc bộ thiên hạ (独步天下)                       | Khuất Sở Tiêu                                          |